# Mydlářovský dům

Mydlářovský dům, severní průčelí s hlavním vchodem z Břetislavovy ulice, foto Štěpán Bartoš

Mydlářovský dům, nacházející se v Břetislavově ulici v Chrudimi, získal pojmenování po svém majiteli Matěji Mydláři, zámožném svíčkaři a výrobci mýdla. Původní stavba na tomto místě byla gotická a Matěj Mydlář ji v roce 1571 zakoupil od Markéty, vdovy po měšťanu Janu Conovi. Inspirován svými cestami po Itálii provedl v letech 1573–1577 velkorysou přestavbu domu v renesančním slohu.
Mydlářovský dům má tři patra, z nichž dvě jsou zdobena lodžiemi s pěti oblouky nesenými toskánskými sloupy. Třetí galerie, zhotovená původně také z pískovce a bohatě zdobená, byla na počátku 19. století ze statických důvodů snesena a nahrazena dřevěnou.
První patro domu zdobí reliéfy stojících a ležících postav. Stojící figury představují symboly zbožnosti, spravedlnosti, opatrnosti a síly, ležící postavy personifikují mír, válku, lásku, poctivost a moc. Pod nimi se na krakorcích nacházejí hlava šaška, býk, sova, jelen, růže a značka IHS. Nade dveřmi je pak vyveden známý novozákonní biblický citát z knihy Janovy, 4. kapitoly a 16 verše: „Bůh je láska, kdo přebývá v lásce, v Bohu přebývá a Bůh v niem, Léta Páně 1573“, doplněný monogramem MM (Matěj Mydlář).
Stavitel domu není znám, pravděpodobně však byl vlašského původu, tedy z Itálie. Někteří badatelé ovšem vyslovují názor, že šlo o mistra pražského a tento názor opírají o zjištění, že vnější výzdoba lodžií je shodná s výzdobou na Melantrichově domě v Praze, který však byl roku 1895 zbořen.
Prostory přízemí tzv. mázhaus (máz – jednotka pro pivo a haus – dům) byly určeny k obchodování a čepování piva. Právo várečné bylo Chrudimi uděleno ve 14. století Karlem IV. a platilo do roku 1869. Ve 14. století se v Chrudimi nacházelo kolem 110 pivovarů, jelikož vařit pivo mohl každý plnoprávný měšťan, který vlastnil dům uvnitř městských hradeb. Znamení, že se v domě čepuje pivo, bylo dáváno vystrčením dřevěného víchu neboli kroužku před dveře.
V přízemí domu se nachází středověká až raně novověká jímka. Původně byla studnou, ale v 70. letech 16. století byla při renesanční přestavbě zaházena. Byla z ní vytvořena jímka a její odtok se nacházel na terase. Poprvé byla nalezena v roce 1954, kdy byla vybrána. Nalezly se v ní železné předměty, kachle, keramika datované do rozmezí 14. – 17. století.  Jímka je na dně zahloubena do skály a dosahuje hloubky přes 9 metrů.
Sklepy Mydlářovského domu jsou původní, tedy gotické a jsou částečně tesány do skály. Na zdech tu návštěvníci mohou vidět původní gotické cihly zvané buchty používané ve 14. až 16. století, stopy původní středověké malty s typicky žlutou barvu a hrudkami vápna nebo otisky po dřevěném šalování.
První a druhé patro domu má renesanční půdorys a nacházela se tam kuchyně s místnostmi pro čeleď. Vlastní obydlí bylo umístěno do zadní části, jelikož zadní část domu směřuje na jih. V 70. letech 16. století byl půdorys původního gotického domu uzavřen a vznikl tak klasický blokový dům, který sahal až k hradbám.
V roce 1577, nedlouho po dokončení stavby, prodal Matěj dům svému nejstaršímu synovi Danielovi, který k domu přistavěl charakteristické minaretové dvojvěží z cihel a tesaného kamene. První věž je pětiposchoďová s točitým schodištěm, v úrovni nad domem šestihranná se čtyřhrannými okny. Druhá věž, přistavěná z východní strany, přesahuje první a je zakončena tvarem minaretu s osmi malými okny. Rok přístavby věží nelze přesně určit, ale s jistotou můžeme tvrdit, že se takto stalo do konce 16. století. O účelu věží nejsou známy žádné písemné doklady, byly nazývány hvězdárnou, a tak panuje všeobecné mínění, že sloužily k hvězdářským pozorováním. Legenda vypráví, že zde dokonce pobýval slavný astrolog Tycho de Brahe v té době působící na dvoře císař Rudolfa II. Žádné z doposud objevených pramenů však tuto domněnku nepotvrdily.
Posledním majitelem z rodu Mydlářů byl pravnuk Matěje František Mydlář, do cizích rukou se dům definitivně dostává v roce 1765. Roku 1952 Mydlářovský dům získalo město Chrudim.
Mydlářovský dům ve své moderní historii prodělal tři rekonstrukce. První proběhla v padesátých letech 20. století, druhá v letech sedmdesátých. Poslední rekonstrukce začala roku 2011 a byla dokončena v roce 2012. Během ní byly opraveny fasády na straně severní (do ulice) i jižní. Rukama restaurátorů rovněž prošly všechny kamenné prvky nacházející se na Mydlářovském domě, od ostění oken po kamenné reliéfy postav. Zároveň proběhla rekonstrukce vstupních prostor muzea, při které byla znovuobjevena středověká až raně novověká jímka. V roce 2017 byly zrekonstruovány prostory teras při hradební zdi na jižní straně Mydlářovského domu a přilehlých budov č. p. 73 a 75.
Dnes slouží Mydlářovský dům veřejnosti. Od roku 1972 v něm sídlí Muzeum loutkářských kultur v Chrudimi, které pořádá nejen výstavy, ale mnoho dalších doprovodných akcí, jako jsou divadelní představení, koncerty nebo filmové projekce. V období letní turistické sezóny hostí muzejní prostory kulturní festival nazvaný Bez nití | Odvázané léto na terasách.
Muzeum loutkářských kultur v Chrudimi
Muzeum loutkářských kultur v Chrudimi bylo v Mydlářovském domě slavnostně otevřeno 2. července 1972 za účasti PhDr. Jana Malíka, významné loutkářské osobnosti a generálního sekretáře mezinárodní loutkářské organizace UNIMA, který se o vznik muzea výrazným způsobem zasloužil a jehož soukromá sbírka se stala základem muzejních sbírek.
Dnes vlastní Muzeum kolem 50.000 inventárních čísel sbírkových předmětů, z toho více než 11.000 loutek z celého světa. Do sbírky dále patří scénické návrhy a makety, kulisy, výtvarná díla s loutkářskou tematikou, plakáty a programy, fotografie, zvukové záznamy a videozáznamy, tiskoviny, rukopisy a další archiválie. V současné době je vystaven jen pouhý zlomek celkové sbírky MLK. Součástí muzea je i muzejní knihovna se specializovaným fondem, která čítá okolo 18 tisíc svazků. V roce 2016 bylo nově otevřeno Centrum pro badatelskou, dokumentační a publikační činnost.
MLK se zabývá sbíráním a zpracováním dokumentů týkajících se vývoje českého, ale i světového loutkářství, organizuje výstavy nejen ve svých prostorách, ale i jinde v tuzemsku i v zahraničí. Vydává také zajímavé publikace a věnuje se popularizaci loutek a loutkového divadla v doprovodných programech pro veřejnost.
Kromě Mydlářovského domu v současné době tvoří muzejní areál v Břetislavově ulici ještě domy č. p. 73 (administrativní budova), č. p. 75 (výstavní prostory) a č. p. 62 (badatelské centrum). Přístup do muzea je částečně bezbariérový.
MLK je příspěvkovou organizací Ministerstva kultury ČR.

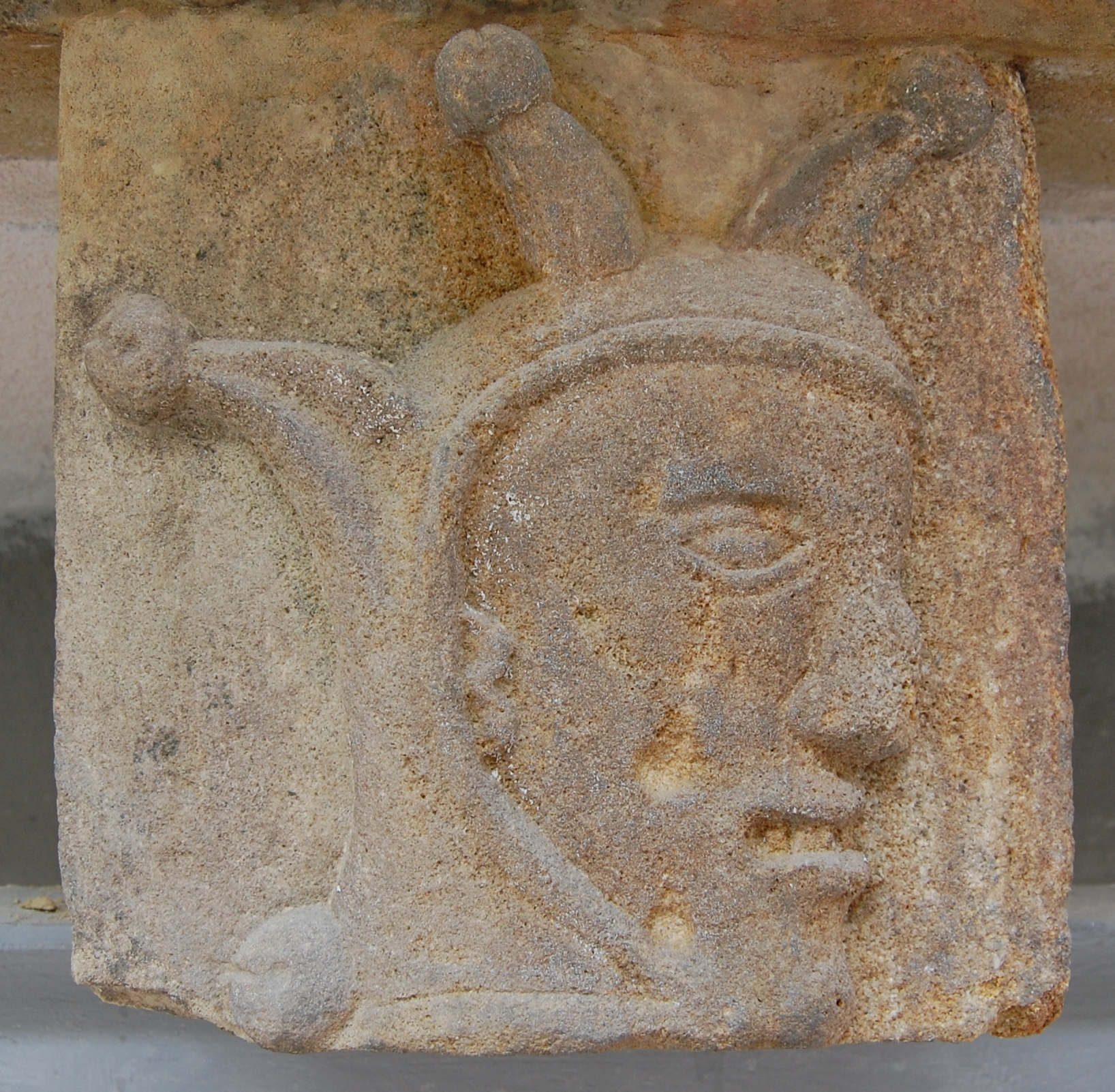
Kamenné prvky - hlava šaška